# Johann Paul (Politiker)
Johann Paul (* 24. Juli 1883 in Kemeten; † 30. Jänner 1961 ebenda) war ein österreichischer Land- und Gastwirt sowie Politiker (Landbund). Er war von 1922 bis 1925 Abgeordneter zum Burgenländischen Landtag. 

## Leben
Johann Paul wurde als Sohn des Landwirts Lorenz Paul aus Kemeten geboren. Er besuchte die Volksschule und war in der Folge als Land- und Gastwirt in Kemeten tätig. Paul war von 1924 bis 1931 Kammerrat der Burgenländischen Handels- und Gewerbekammer und hatte zwischen 1927 und 1931 die Funktion eines Kammerrats der Burgenländischen Landwirtschaftskammer inne.
Paul war verheiratet.

## Politik
Paul war zudem zwischen 1925 und 1926 Mitglied des Landesparteivorstandes des Landbundes im Burgenland. Am 15. Juli 1922 wurde er als Abgeordneter zum Burgenländischen Landtag angelobt und gehörte dem Landtag bis zu seinem Mandatsverzicht am 4. März 1925 an. Er kandidierte 1930 auf der Liste der Christlichsozialen Partei-Heimatwehr und wurde deshalb am 22. Oktober 1930 aus dem Landbund ausgeschlossen. 